# Szent Miklós-fatemplom (Fejérfalva)
A fejérfalvi Szent Miklós-fatemplom műemlékké nyilvánított épület Romániában, Máramaros megyében. A romániai műemlékek jegyzékében az  MM-II-m-A-04574 sorszámon szerepel.